# Kaosztípia
A kaosztípia olyan nyomdászati eljárás, amellyel tipográfiai alapnyomati lemezeket készítettek. Vízzel megnedvesített itatóspapírt tettek az öntőpalackba, majd hosszú rúdra erősített öntőkanállal beleöntötték a betűfémet. A művelettel olyan lemezeket készítettek, mint a szelenotípia során. A kaosztípia egyik változata a marbletípia.